# Rodolfo Rodríguez
Rodolfo Sergio Rodríguez Rodríguez (Montevideo, 20 gennaio 1956) è un ex calciatore uruguaiano.

## Carriera
Considerato tra i migliori portieri di sempre del calcio uruguaiano, Rodríguez cresce calcisticamente nelle file del Cerro, per poi passare nel 1976 al Nacional. Coi tricolores vince tre titoli nazionali (1977, 1980 e 1983), la Coppa Libertadores e la Coppa Intercontinentale (ambedue nel 1980).
Nel 1984 Rodríguez va in Brasile al Santos, con cui vince subito il Campionato Paulista. Dopo quattro anni coi bianco-neri, passa allo Sporting Lisbona, in Portogallo. Nel 1991 è già di ritorno in Brasile, al Portuguesa. L'anno dopo passa al Bahia con cui conquista il Campionato Baiano nel 1993 e nel 1994. Nello stesso anno dà l'addio alla carriera agonistica.
Titolare indiscusso della porta della nazionale uruguaiana per circa un decennio, Rodríguez ha detenuto il primato di presenze con la maglia della Celeste, prima di essere superato da Diego Godín nel 2019: ben 79, la prima contro il Cile a Santiago il 6 ottobre 1976 e l'ultima contro il Galles a Wrexham il 21 aprile 1986 (ambedue le partite finirono 0-0). Con l'Uruguay ha vinto il Mundialito disputato a Montevideo nel 1981 e l'edizione della Coppa America del 1983.

## Palmarès

### Club

#### Competizioni statali
- Campionato paulista: 1

Santos: 1984
- Campionato Baiano: 2

Bahia: 1993, 1994

#### Competizioni nazionali
- Campionato uruguaiano: 3

Nacional: 1977, 1980, 1983

#### Competizioni internazionali
- Coppa Libertadores: 1

Nacional: 1980
- Coppa Intercontinentale: 1

Nacional: 1980

### Nazionale
- Coppa d'Oro dei Campioni del Mondo: 1

1981
- Coppa America: 1

Copa América 1983